# Disco Ensemble
Disco Ensemble é uma banda finlandesa de post-hardcore/indie punk, originária da pequena cidade de Ulvila. Eles são reconhecidos pela sua sonoridade e ritmo enérgicos, e pelos riffs de guitarra e sons de sintetizador originais.

## Discografia

### Álbuns
- Viper Ethics (2003)
- First Aid Kit (2006)
- Magic Recoveries (2008)
- The Island of Disco Ensemble (2010) [1]
- Warriors (2012)
- Afterlife (2017)

### EPs
- Back On the MF Street (2009)
- Ghosttown Effect (2001)
- Memory Three Sec. (2000)

### Singles
- Turpentine (2002)
- Transatlantic (2002)
- Mantra (2003)
- Videotapes (2004)
- We Might Fall Apart (2005)
- Black Euro (2005)
- Drop Dead, Casanova (2006)
- Bad Luck Charm (2008)
- Headphones (2008)
- Back On The MF Street (2009)
- White Flag For Peace (2010)
- Second Soul (2012)

### DVD's
- Video Vortex (2008)